# Oabius wamus
Oabius wamus är en mångfotingart som beskrevs av Chamberlin 1962. Oabius wamus ingår i släktet Oabius och familjen stenkrypare. Inga underarter finns listade i Catalogue of Life.